# Carmen Tuñón Álvarez
Carmen Tuñón Álvarez (Ferrol, 1949) es una ingeniera naval española, primera ingeniera técnica por la Escuela Universitaria de Ingeniería Técnica Naval de Ferrol y primera mujer analista jefe en Astano.

## Trayectoria
Carmen Tuñón pertenece a una familia de tradición marinera. En 1966 se matriculó en los estudios de Ingeniería Técnica Naval en la Escuela Universitaria Politécnica de Ferrol donde se especializó en "Monturas". En 1972 finalizó su formación y comenzó a trabajar en los astilleros de Fene. En este astillero desarrolló su carrera profesional durante 33 años, siendo la primera mujer en ocupar el cargo de analista jefe.

## Reconocimientos
En 2014 fue distinguida por el Ayuntamiento de Ferrol como pionera en el sector naval.